# Riserva naturale Torrente Callora
La riserva naturale Torrente Callora è un'area naturale protetta di 50 ha, istituita nel 2003 e situata nel comune di Roccamandolfi, in provincia di Isernia.